# Mario Lemieux Hockey
Mario Lemieux Hockey est un jeu vidéo de sport (hockey sur glace) développé par Alpine Studios, sorti en 1991 sur Mega Drive. Il prend son nom du hockeyeur Mario Lemieux.

## Accueil
- Joystick (magazine) : 72 %[1]